# 泰塔鶇
泰塔鶇（學名：Turdus helleri）是鶇屬下的一種極度瀕危的鳥，原產於肯尼亞的泰塔山的潮濕森林裡。原先是橄欖鶇的亞種，1985年開始被認定為獨立的種。體長約20—22（7.9—8.7英寸），頭胸和上半身都是深色的，下半身為白色，兩翼為泛紅。喙是淺橙色的。

## 外部連結
- Birdlife factsheet - Turdus helleri （页面存档备份，存于）
- Taita-Hills Biodiversity Project Report (pdf)
- Taita thrush illustrated on a stamp （页面存档备份，存于）